# Иж-2126 4x4
Иж-2126-060 — российский автомобиль повышенной проходимости, выпускавшийся на «ИжАвто» в период с 1995 по 2005 год. Полноприводная модификация Иж-2126.

## История создания
В 1972—1973 завод разрабатывал прототип полноприводного легкового автомобиля Иж-14, который проходил испытания параллельно с ВАЗ-2121 «Нива», но не пошёл в серию. Однако, полученный опыт был применён при создании полноприводной модификации «Оды» Иж-2126 4x4.
Полноприводный Иж появился как результат тюнинга обычной «Оды». В 1995 году ЗАО «Норма-Авто» изготовила первую версию Иж-2126—060 4×4 на основе агрегатов 2131-й «Нивы» с независимой задней подвеской. Двигатель устанавливался на подрамник собственного производства, сваренный из труб (оригинальная конструкция Нормы, которая потом перекочевала на заводские Оды 4×4). Передние рычаги устанавливались от 2121-й «Нивы» с переходной деталью под шаровую опору ВАЗ-2108. Поворотный кулак — ВАЗ-2108.

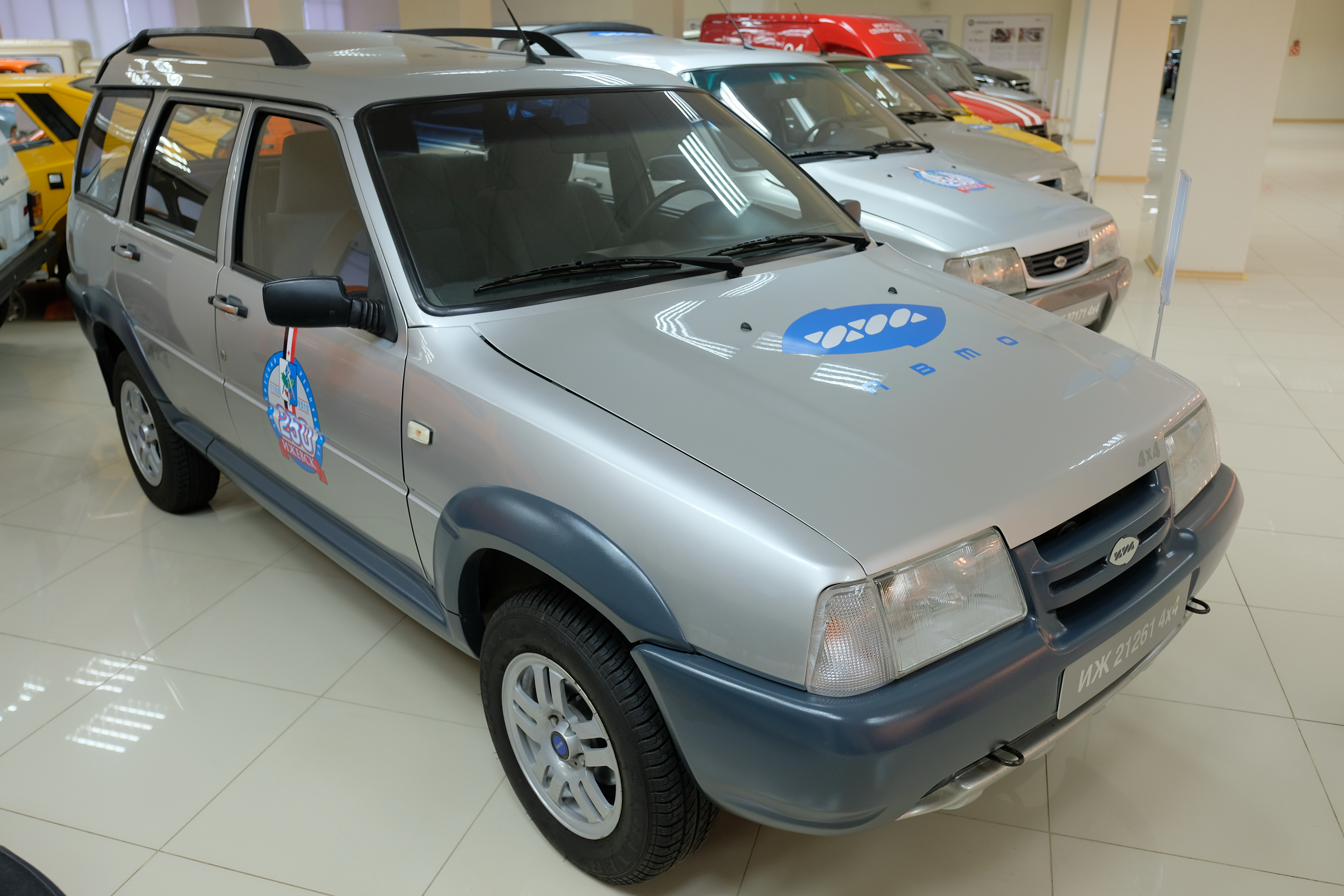
Иж-21261 (4x4) в музее Ижевского автозавода

Над этой моделью происходила основная работа по изменению конструкции. Сначала передние рычаги стали делать унифицированными с заднеприводной моделью, оставив поворотные кулаки от ВАЗ-2108. Амортизаторные стойки стали изготавливать из заднеприводных путём приваривания рулевой сошки. Увеличение клиренса достигалось путём установки проставки между поворотным кулаком и стойкой. Задний мост от Иж-2126, слегка доработанной конструкции — наварены проставки под пружины, амортизаторы и тягу Панара для увеличения высоты кузова. Установлена «грузовая» главная передача с отношением 4,22. Передний редуктор в сборе использован от «Нивы» 21213.
Затем чертежи были переданы на «ИжАвто», который выпускал эти автомобили до 2004 года. Полноприводник оснащался карбюраторным двигателем ВАЗ-21213 объёмом 1,7 литра, КПП Омского завода и оригинальной раздаточной коробкой, обеспечивавшей постоянный полный привод, с возможностью принудительной механической блокировки межосевого дифференциала. Автомобиль в большинстве случаев оснащался аэродинамическим обвесом «Ника», благодаря чему иногда именовался «Иж Ника».